# Parannoul
Parannoul (koreanska: 파란노을; född 2001) är en anonym sydkoreansk shoegazing-musiker. Han har släppt tre soloalbum: Let's Walk on the Path of a Blue Cat (2020), To See the Next Part of the Dream (2021) och After the Magic (2023).

## Karriär
Parannoul släppte sitt första album Let's Walk on the Path of a Blue Cat 2020 och To See the Next Part of the Dream 2021 via Bandcamp. Han har blivit populär genom Bandcamp, Rate Your Music och Reddit. Hans andra album recenserades av Pitchfork, Consequence och Stereogum. Han medverkade på det delade albumet Downfall of the Neon Youth med Asian Glow och sonhos tomam conta, som släpptes den 22 oktober 2021.
Parannoul beskriver sig själv som "bara en student som skriver musik i mitt sovrum". Den 1 januari 2022 släppte han Rough and Beautiful Place under pseudonymen Mydreamfever. Hans tredje album under namnet Parannoul, After the Magic, släpptes den 28 januari 2023.

## Diskografi

### Studioalbum
- 2020 – Let's Walk on the Path of a Blue Cat
- 2021 – To See the Next Part of the Dream
- 2023 – After the Magic

### EP
- White Ceiling / Black Dots Wandering Around (2022)